# Jean de Sponde (évêque)
Pour son père, le poète, voir Jean de Sponde.
Jean de Sponde (né à Mauléon vers 1594 mort le 31 mars 1643) est un ecclésiastique qui fut coadjuteur en 1634, puis évêque  de Pamiers de 1641 à 1643.

## Biographie
Jean de Sponde est le fils et homonyme de Jean de Sponde, lieutenant général au Présidial de La Rochelle, puis maître des requêtes, et de son épouse Aimée Le Grand.
Clerc au diocèse de Saintes, il est également le neveu de l'évêque de Pamiers Henri de Sponde. Le 20 février 1634, il est désigné comme coadjuteur de son oncle et nommé évêque titulaire de Mégare (de) et consacré comme tel le 2 juillet 1634 par le cardinal Alexandre Bichi, évêque de Carpentras. Son oncle résigne en sa faveur son siège épiscopal et il lui succède en 1641 mais meurt dès le 31 mars 1643 et son oncle est contraint de reprendre sa charge d'évêque jusqu'à sa propre mort à Toulouse le 18 mai suivant.